# Éber szemek
Az Éber szemek, másik címén Privát kopók (eredeti cím: Private Eyes) egy 2016 és 2021 között bemutatott kanadai televíziós sorozat, ami G.B. Joyce The Code című regényén alapul. A műsor alkotói Tim Kilby és Shelley Eriksen, a történet pedig egy jégkorongozóból lett magánnyomozóról szól, aki társával old meg eseteket. A két főszereplőt Jason Priestley és Cindy Sampson játssza.
A sorozatot az Amerikai Egyesült Államokban a Global televízióadó sugározta 2016. május 26. és 2021. augusztus 26. között. Magyarországon először a Fox mutatta be 2016. október 28-án, de a második évad felénél félbehagyták a csatorna megszűnése miatt. Később az RTL Klub  is műsorra tűzte a már bemutatott részeket, majd 2020. április 11-től a Cool TV kezdte leadni az új részeket. A negyedik és ötödik évadot pedig a TV4 adta le.

## Cselekmény
Matt "Shadow" Shade egykori profi jégkorongozó Torontoban, aki változtat életén és magánnyomozónak áll. Ebben segítségére lesz Angie Everett, az Everett Investigations nyomozóiroda vezetője, akivel először akkor kerül kapcsolatba, amikor egy protezsáltja karrierjének szabotálása után nyomoz. A két fél ezután társul, és közösen kezdenek el ügyeket felgöngyölíteni a városban.

## Szereplők
| Szereplő             | Színész            | Évad    | Leírás | Magyar hang                                      |
| -------------------- | ------------------ | ------- | --- | ------------------------------------------------ |
| Matt Shade           | Jason Priestley    | 1–5.    | Jégkorongozóból lett magánnyomozó. | Bor Zoltán (1–2. évad) Megyeri János (3–5. évad) |
| Angie Everett        | Cindy Sampson      | 1–5.    | Angelina Susan "Angie" Everett, Shade fergeteges főnöke, majd később PI ügynökség partnere az Everett Investigationsnél. Az ügynökséget apja halála után örökölte. | Pikali Gerda                                     |
| Don Shade            | Barry Flatman      |         | Matt apja, nyugdíjas villanyszerelő, aki jelenleg a Red Bird Diner tulajdonosa. | Barbinek Péter                                   |
| Jules Shade          | Jordyn Negri       |         | Juliet "Jules" Shade, Matt látássérült lánya. | Pekár Adrienn                                    |
| Kurtis Mazhari       | Ennis Esmer        | 1–3. 5. | Kurtis "Maz" Mazhari nyomozó, Angie régi barátja, aki gyakran segít neki és Mattnek a nyomozásban. | Turi Bálint                                      |
| Art Kempler          | Kenny Robinson     |         | |                                                  |
| Doug Gilmour         | Doug Gilmour       |         | |                                                  |
| Bob Mercer           | Kevin Jubinville   |         | | Holl Nándor                                      |
| Linda Sinclair       | Allana Harkin      |         | | Mezei Kitty                                      |
| Joel Hagerty         | Duane Murray       |         | |                                                  |
| Jamie Linfoot        | Natalie Lisinska   |         | | Pap Katalin                                      |
| Ella                 | Cory Lee           |         | |                                                  |
| Patrick Stockwell    | Geoffrey Pounsett  |         | |                                                  |
| Ed                   | Justin Mader       |         | |                                                  |
| Ann Frame igazgatónő | Deborah Tennant    |         | | Málnai Zsuzsa                                    |
| Brendan Hagerty      | Sam Kantor         |         | | Baradlay Viktor                                  |
| Sam Lycette          | Alexander Conti    |         | | Penke Bence                                      |
| Cory Sinclair        | Brett Houghton     |         | | Ungvári Gergely                                  |
| Derek Nolan          | Clé Bennett        | 1–2.    | | Varga Rókus                                      |
| Miguel Quitana       | Juan Carlos Velis  |         | | Kapácsy Miklós                                   |
| Becca D'Orsay        | Nicole de Boer     |         | Matt volt felesége és egy tévés reggeli műsor házigazdája. |                                                  |
| Liam Benson          | Jonny Gray         |         | Jules pasija. |                                                  |
| Melanie Parker       | Bree Williamson    |         | Egy koronaügyész, aki felbérelte Angie-t és Mattet a "The PI Code" című epizódban, hogy vizsgálják meg az esküdtszéki manipulációkat, később Matt-tel kezdett randevúzni a "Getaway With Murder" epizódig. |                                                  |
| Dr. Ken Graham       | Mark Ghanimé       | 2.      | Angie volt vőlegénye, aki feltűnt a "Doki és nehéz hely között" című epizódban. Az epizód végén újra randevúzni kezdenek, és Angie rátalál Ken eljegyzési gyűrűjére, rájön, hogy megkívánja őt, de ezt a titkot megtartja magának. Hivatalosan megkéri őt a "Menekülés a gyilkossággal" című epizódban, de a nő visszautasítja. |                                                  |
| Zoe Chow             | Samantha Wan       | 2–5.    | Egy korábbi ügyfele, akit Angie felvesz titkárnak. |                                                  |
| Shona Clement        | Sharnon Lewis      | 2–3.    | A Red Bird Diner korábbi tulajdonosa. |                                                  |
|                      | Kris Lemche        | 2–4.    | Eddy Conroy helyettese. |                                                  |
| Danica Powers        | Ruth Goodwin       | 3–5.    | Egy újonc rendőrnő, aki Maz felügyelete alatt dolgozik. Később nyomozóvá léptették elő. |                                                  |
| Mathilda Carlson     | Linda Kash         | 3–4.    | Felügyelő, Maz és Danica felettes tisztje. |                                                  |
| Tex Clarkson         | Brett Donahue      | 3–5.    | Egy seattle-i magánnyomozó, aki találkozik Angie-vel és Shade-del, miután átmenetileg elvesztette az emlékezetét. Távoli románca van Angie-vel. Szakítanak, miután a férfi azt kéri, hogy költözzön össze Angie-vel, és a lány rájön, hogy nem áll készen egy komoly kapcsolatra.                                               |                                                  |
| Kate Bashwa          | Supinder Wraich    | 4.      | Danica barátnője és későbbi felesége. |                                                  |
| Mia                  | Keshia Chanté      | 4–5.    | Mentős és Angie barátja. |                                                  |
| Willow Maitland      | Elyse Levesque     | 4.      | Egy színésznő, aki rövid ideig randevúzik Shade-del, miután találkozott vele egy híresség golfversenyen. |                                                  |
| Jada Berry           | Kandyse McClure    | 5.      | Angie egykori középiskolai ellensége, iskolaigazgató lett. Kapcsolatot kezd Shade-del. |                                                  |
| Nora Everett         | Mimi Kuzyk         | 1–5.    | Angie anyja, egykori szerencsejátékos és kis időmérő. |                                                  |
| Ben Fisk             | Adam Copeland      |         | |                                                  |
| Norm Glinski         | William Shatner    | 2–3.    | A rivális PI és Angie régi ellensége. |                                                  |
| Ellis őrmester       | Lucas Bryant       | 2–3.    | |                                                  |
| Dominic Chambers     | Colin Ferguson     | 2–3.    | Egy szélhámos, aki Danával dolgozott, hogy elvonja Matt figyelmét azáltal, hogy egy régi csapattársa testvérének adja ki magát, miközben Dana Angie-t használja. |                                                  |
| Dana Edson           | Laura Vandervoort  | 2–3.    | |                                                  |
| Jen                  | Charlotte Arnold   |         | |                                                  |
| Daniel Negreanu      | Daniel Negreanu    |         | |                                                  |
| Kardinal Offishall   | Kardinal Offishall |         | |                                                  |
| James Hinchcliffe    | James Hinchcliffe  |         | |                                                  |

## Epizódok
| Évad | Évad | Részek száma | Részek száma | Eredeti sugárzás  | Eredeti sugárzás    | Eredeti adó | Magyar sugárzás                           | Magyar sugárzás                     | Magyar adó                                       |
| Évad | Évad | Részek száma | Részek száma | Évadbemutató      | Évadzáró            | Eredeti adó | Évadbemutató                              | Évadzáró                            | Magyar adó                                       |
| ---- | ---- | ------------ | ------------ | ----------------- | ------------------- | ----------- | ----------------------------------------- | ----------------------------------- | ------------------------------------------------ |
|      | 1.   | 10           | 10           | 2016. május 26.   | 2016. július 28.    | Global      | 2016. október 28. / 2018. július 18.      | 2017. január 6. / 2018. december 6. | Fox / RTL Klub                                   |
|      | 2.   | 18           | 18           | 2017. május 25.   | 2018. június 29.    | Global      | 2017. szeptember 14. / 2018. december 13. | 2020. május 9.                      | Fox / RTL Klub (1–9. rész) Cool TV (10–18. rész) |
|      | 3.   | 12           | 12           | 2019. május 29.   | 2019. augusztus 7.  | Global      | 2021. február 14.                         | 2021. március 28.                   | Cool TV                                          |
|      | 4.   | 12           | 12           | 2020. november 2. | 2021. február 4.    | Global      | 2022. november 23.                        | 2022. december 8.                   | TV4                                              |
|      | 5.   | 8            | 8            | 2021. július 7.   | 2021. augusztus 26. | Global      | 2022. december 12.                        | 2022. december 21.                  | TV4                                              |